# ダアンジャロ・アスイ
ダアンジャロ・アスイ（D'anjahlo Ahsui、2002年3月21日 - ）は、ニュージーランド出身のラグビーユニオン選手。

## 略歴
2020年、アオレレカレッジ卒業後、帝京大学に入る。
2024年、アーリーエントリーでNECグリーンロケッツ東葛に加入。同年3月30日に行われたJAPAN RUGBY LEAGUE ONE第10節浦安D-Rocks戦にて途中出場でリーグワン公式戦初出場を果たした。
2025年5月、NECグリーンロケッツ東葛を退団。